# Гривистый тонкотел
Гривистый тонкотел (лат. Trachypithecus cristatus) или серебристый лангур — вид приматов из семейства мартышковых. Населяет прибрежные леса и мангровые заросли в Малайзии и на островах Суматра и Калимантан в Индонезии.

## Описание
Приматы среднего размера с длинным хвостом. Шерсть чёрная или тёмно-коричневая. Волоски на кончиках серые, что придаёт шерсти серебристый отлив. В отличие от близких видов, у этих обезьян нет светлых отметин на лице и теле кроме светлого пятна на паху у самок. На макушке хохолок, выражены бакенбарды. Ступни и ладони безволосые, кожа чёрная, большие пальцы рук и ног отстоящие.
Длина тела самок составляет от 46 до 51 см, вес около 5,7 кг, хвост длиной от 67 до 75 см. Самцы немного больше, в длину составляют от 50 до 58 см, вес около 6,6 кг, хвост длиной от 67 до 75 см.
Как и другие лангуры, эти обезьяны обладают трёхкамерным желудком, позволяющим им перерабатывать целлюлозу, которой богат их рацион.

## Распространение
Встречается на Калимантане и Суматре, а также на юго-западе Малайского полуострова, островах Натуна и некоторых мелких близлежащих островах. Населяет мангровые заросли и прибрежные леса. Предпочитает не удаляться далеко от рек.
Количество подвидов дискуссионно. Последние исследования подтверждают существование двух подвидов:
- Trachypithecus cristatus cristatus — Калимантан, Суматра, Натуна
- Trachypithecus cristatus selangorensis — Малайский полуостров

Ранние источники выделяют приматов с островов Натуна в отдельный подвид, T. c. vigilans.

## Рацион и экология
Специализируются на поедании листьев. Доля листьев в рационе больше, чем у других мартышковых обезьян. Иногда включает в рацион также фрукты, семена и цветы, однако эти компоненты составляют лишь 9 % рациона. Кормиться предпочитают на средних ярусах леса.
Гривистые тонкотелы очень восприимчивы к человеческим заболеваниям, включая СПИД, поэтому их часто используют в медицинских исследованиях.

## Поведение
Дневные животные, образующие группы от 9 до 40 особей, состоящих из половозрелого самца, нескольких самок и их потомства. На землю спускаются редко. Каждая группа занимает территорию от 20 до 43 га. На ночь вся группа собирается на одном дереве. Самки остаются в группе всю жизнь, самцы по достижении половой зрелости покидают группу, иногда сбиваются в группы с себе подобными до тех пор, пока не обзаведутся собственным гаремом.
Поскольку территории групп пересекаются, часты контакты между группами. Каждая группа пытается отпугнуть соседей при помощи звуков, иногда самцы разных групп вступают в драку.

## Размножение
Размножаются круглый год, не имеют выраженного брачного сезона, хотя обычно самки не приносят потомство чаще, чем каждые 18—24 месяца. Самка привлекает внимание самца покачивая головой из стороны в сторону, во время встречи спаривание может происходить несколько раз.
Беременность длится от 181 до 200 дней, в помёте обычно один детёныш весом около 400 грамм и длиной околок 20 см. С рождения детёныш цепляется за мать. Цвет шерсти детёнышей оранжевый, по мере взросления они темнеют. За молодняком ухаживает не только мать, но и остальные самки группы. До 18 месяцев детёныши питаются молоком. Половой зрелости достигают к двухлетнему возрасту, первый приплод у самок случается в среднем в три года. Продолжительность жизни в неволе составляет до 31 года.

## Статус популяции
Международный союз охраны природы присвоил этому виду охранный статус «близок к уязвимому» (англ. Near Threatened), Среда обитания разрушается из-за лесозаготовок и добычи нефти. Другая угроза популяции — незаконная охота.